# Eujet

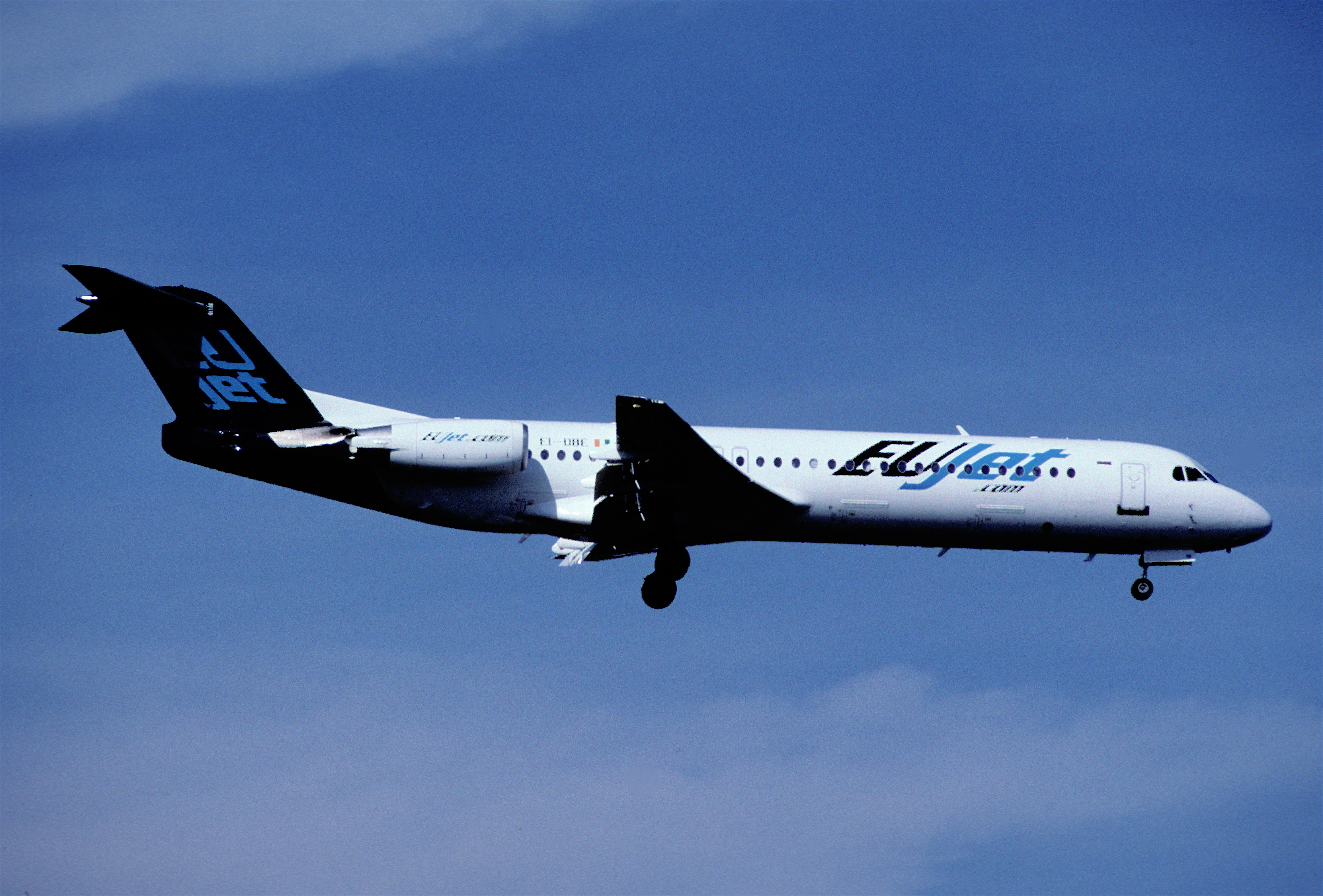
Avión Fokker 100 de la aerolínea EUjet.

Eujet o también EUjet fue una compañía aérea de bajo coste irlandesa que operó entre mayo de 2003 y julio de 2005.  

## Características
Tuvo su base en el aeropuerto internacional de Shannon y mantenimiento en el aeropuerto de Manston. EUjet debía transportar un mínimo de 800.000 pasajeros al año, para ser rentable. El mes de junio de 2005, sólo lo hicieron 35.414 turistas, un 1,8% menos que en mayo, con estas cifras se deduce que los vuelos solamente se llenaban un 50%. 

## Historia
El 26 de julio de 2005 anuncia la quiebra. Filial de PaleStation, empresa que no consiguió renegociar su deuda, de más de 32 millones, con el Banco de Escocia y de que le prestara más dinero.  Fue decisivo en la desaparición de EUJet la subida del petróleo y la guerra de precios con Ryanair y EasyJet.
Se quedaron en tierra decenas de turistas en las ciudades de Ibiza, Málaga, Alicante y Valencia. En toda Europa fueron aproximadamente 5.000 personas que se quedaron sin compañía para regresar a casa, llegaron a pagar hasta 100 libras por un billete de regreso a Reino Unido. También hubo pasajeros abandonados en otros lugares como Ginebra (Suiza), Niza (Francia), Salzburgo (Austria) y Praga. Y otras 50.000 se verían afectadas al haber realizado ya su reserva.

## Flota histórica
| Aeronaves  | Total | Introducido | Retirado | Matrículas                                      |
| ---------- | ----- | ----------- | -------- | ----------------------------------------------- |
| Fokker 100 | 6     | 2003        | 2005     | EI-DFZ, EI-DFB, EI-DFC, EI-DBR, EI-DBE y EI-DGE |

## Antiguos destinos
| Países          | Destinos            | Aeropuertos                                      |
| --------------- | ------------------- | ------------------------------------------------ |
| Austria         | Innsbruck           | Aeropuerto de Innsbruck                          |
| Austria         | Salzburgo           | Aeropuerto de Salzburgo                          |
| España          | Alicante            | Aeropuerto de Alicante-Elche Miguel Hernández    |
| España          | Gerona              | Aeropuerto de Gerona                             |
| España          | Ibiza               | Aeropuerto de Ibiza                              |
| España          | Málaga              | Aeropuerto de Málaga-Costa del Sol               |
| España          | Murcia              | Aeropuerto de Murcia-San Javier                  |
| España          | Palma de Mallorca   | Aeropuerto de Palma de Mallorca                  |
| España          | Valencia            | Aeropuerto de Valencia                           |
| Francia         | Niza                | Aeropuerto de Niza-Costa Azul                    |
| Irlanda         | Dublín              | Aeropuerto de Dublín                             |
| Irlanda         | Shannon             | Aeropuerto Internacional de Shannon              |
| Países Bajos    | Ámsterdam           | Aeropuerto de Ámsterdam-Schiphol                 |
| Portugal        | Faro                | Aeropuerto de Faro                               |
| Reino Unido     | Belfast             | Aeropuerto de la Ciudad de Belfast George Best   |
| Reino Unido     | Edimburgo           | Aeropuerto de Edimburgo                          |
| Reino Unido     | Mánchester          | Aeropuerto de Mánchester                         |
| Reino Unido     | Manston             | Aeropuerto Internacional de Kent                 |
| Reino Unido     | Newcastle upon Tyne | Aeropuerto de Newcastle upon Tyne                |
| República Checa | Praga               | Aeropuerto de Praga                              |
| Suiza           | Ginebra             | Aeropuerto Internacional de Ginebra (estacional) |